# Clelio Caucia
Clelio Pedro Eugenio Caucia (20 de mayo de 1901) fue un futbolista argentino de destacada actuación como arquero en la era amateur en el Club Atlético Vélez Sarsfield de Argentina. Fue el primer arquero en convertir un gol en el fútbol argentino en 1924.

## Historia
Clelio Caucia llegó a Vélez Sarsfield en 1922, proviniendo del Club Atlético Estudiantil Porteño. Debutando con una victoria en la primera fecha del Campeonato de Primera División 1922 de la Asociación Amateurs de Football, ante el Club Atlético Palermo como visitante el 9 de abril. De fuerte personalidad y carácter, las crónicas de la época resaltan innumerables peleas con rivales de turno y reiteradas observaciones y suspensiones por las autoridades de la Asociación, como también del propio club del barrio de  Villa Luro.  También señalan su capacidad de juego y salida con los pies.
Durante nueve años estuvo al frente de la valla «fortinera», siendo el primer guardameta en la historia del "Fortín" en el profesionalismo durante el Campeonato de Primera División 1931.
Su principal hito se basa en ser el primer arquero goleador del Fútbol Argentino al convertir su tanto de tiro penal el 24 de junio de 1924 ante Quilmes AC. Posteriormente, también festejó dos tantos contra Barracas en 1926 y Liberal Argentino en 1929.
Defendió el arco en 225 oportunidades entre 1922 y  1931, con la particularidad de convertir los tres mencionados goles de tiro penal y ostentando el récord para la época de más de 500 minutos sin que le convirtieran goles.